# Chmod
Příkaz chmod (z anglického change mode) slouží v systému Unix a dalších operačních systémech unixového typu ke změně přístupových práv souboru. Změnit práva souboru může pouze jeho vlastník nebo root. Měnit majitele může pak pouze root.
Práva se udávají číslem v oktalové (osmičkové) soustavě, tj. absolutním zápisem nebo pomocí tzv. symbolického zápisu.

## Absolutní zápis
Nejčastěji se zapisuje jako třímístné číslo, kdy první číslice udává práva vlastníka, druhá práva skupiny a třetí pak práva ostatním, přičemž operace spuštění souboru přispívá do celkového součtu vahou 1, zápis vahou 2 a čtení vahou 4. Tím vznikají různé kombinace přístupových práv, jejichž přehled je uveden v následující tabulce:
| hodnota | právo |
| ------- | ----- |
| 0       | ---   |
| 1       | --x   |
| 2       | -w-   |
| 3       | -wx   |
| 4       | r--   |
| 5       | r-x   |
| 6       | rw-   |
| 7       | rwx   |

Z tabulky vyplývá, že pokud se určité právo vyskytuje, vypíše se jako binární jednička, nepřítomnost práva symbolizuje binární nula.
U tohoto zápisu nelze nic přidat nebo ubrat, ale jen přiřadit všechna práva najednou.
Výsledek pak může vypadat takto:
```
$ chmod 640 soubor.txt
```

(majitel může číst i zapisovat, skupina má povolení pouze ke čtení a ostatní žádná práva k souboru soubor.txt)

## Symbolický zápis
Tento zápis má na rozdíl od absolutního zápisu tři operátory, a to:
- WHO – komu se práva mění: u (User – uživatel), g (Group – skupina), o (Others – ostatní), a (All – všem)
- OP – co se s právy děje: + (přidání), - (odebrání), = (přiřazení)
- PERM – která práva se mění: r (Read – čtení), w (Write – zápis), x (eXecute – spuštění), X (eXecute – pouze pro adresář nebo pokud je již práva x nastaveno pro některou kategorii – spuštění), s (Setuid, Setgid), t (sTicky)

Výsledkem pak může být například:
```
$ chmod g-r soubor.txt
```

(skupině odebírám právo na čtení souboru soubor.txt)